# ميكلوس بانكسيكس
ميكلوس بانكسيكس (بالمجرية: Páncsics Miklós)‏، من مواليد 4 فبراير 1944، وتوفي في 6 أغسطس 2007، لاعب كرة قدم مجري سابق.
لعب مع منتخب المجر لكرة القدم.

## روابط خارجية
- ميكلوش پانتشيتش على موقع قاعدة بيانات كرة القدم.إي يو (الإنجليزية)
- ميكلوش پانتشيتش على موقع ناشيونال فوتبول تيمز (الإنجليزية)
- ميكلوش پانتشيتش على موقع Soccerway.com (الإنجليزية)
- ميكلوش پانتشيتش على موقع أوليمبيديا (الإنجليزية)